# سیمون یوزباشیان
سیمون مؤسسی یوزباشیان (ارمنی: Սիմոն Մովսեսի Յուզբաշյան؛ Simon Yuzbashian زاده ۱۸۸۶ - درگذشته ۱۹۶۰) جانورشناس، تکامل‌گرا (نظریه‌پرداز تکامل) اهل ارمنستان بود.

## زندگی‌نامه
وی در ۲۷ فوریهٔ ۱۸۸۶ در شوشی به دنیا آمد و از دانشگاه فرایبورگ (۱۹۱۰) فارغ‌التحصیل شد. وی برادر مکرتیچ یوزباشیان بود. وی در دانشگاه تفلیس تدریس می‌کرد. وی در انستیتو دام‌پروری و دام‌پزشکی ایروان، دانشگاه دولتی ایروان و انستیتو آموزشی تفلیس فعالیت می‌کرد. وی در ۳ ژانویهٔ ۱۹۶۰ در سن ۷۳ سالگی در تفلیس درگذشت.

## یادداشت
1. ↑  Թբիլիսիի մանկավարժական ինստիտուտ